# Lee Yong-rae
Lee Yong-rae (ur. 17 kwietnia 1986) – południowokoreański piłkarz występujący na pozycji pomocnika. Zawodnik klubu Suwon Samsung Bluewings.

## Kariera klubowa
Lee jako junior grał w Yusung BST High School, FC Metz, ponownie Yusung BST High School oraz drużynie z uczelni Korea University. W 2009 roku trafił do zespołu Gyeongnam z K-League. W tych rozgrywkach zadebiutował w sezonie 2009. Rozegrał wówczas 26 spotkań i zdobył 4 bramki, a w lidze zajął z klubem 7. miejsce. W sezonie 2010 zagrał w 26 meczach i strzelił 4 gole, a w K-League uplasował się z zespołem na 6. pozycji.
W 2011 roku Lee odszedł do Suwon Samsung Bluewings, również z K-League.

## Kariera reprezentacyjna
W reprezentacji Korei Południowej Lee zadebiutował w 2010 roku. W 2011 roku został powołany do kadry na Puchar Azji.